# Отель Мумбаи: Противостояние
«Отель Мумбаи: Противостояние» (англ. Hotel Mumbai) — триллер режиссёра Энтони Мараса. Фильм совместного производства Австралии, США и Индии. В главных ролях: Дев Патель, Арми Хаммер, Назанин Бониади. Премьера состоялась на Международном кинофестивале в Торонто 7 сентября 2018 года. Фильм снят на основе реальных событий, произошедших в конце ноября 2008 года в Мумбаи, когда был совершён ряд терактов.

## Описание сюжета
26 ноября 2008 года. Группа из десяти молодых мужчин на резиновой лодке выслушивает по телефону последние наставления своего руководителя, а потом высаживается на побережье Мумбаи. Они сразу же ловят такси и разъезжаются по нужным им точкам. Молодой официант-сикх Арджун (Дев Патель) прощается со своей беременной женой и дочерью и прибывает на работу в элитный пятизвёздочный отель «Тадж-Махал-палас». Шеф-повар Хемант Оберой (Анупам Кхер) отстраняет его от работы, потому что по дороге Арджун выронил ботинки, но официанту удаётся переубедить начальника. В отель прибывают гости: американец Дэвид Дункан (Арми Хаммер) с женой Зарой Шамани (Назанин Бониади) и ребёнком, крупный российский бизнесмен, а в прошлом советский спецназовец Василий Арчевский (Джейсон Айзекс).
Тем временем боевики приступают к акции. Двое открывают шквальный огонь из автоматов по толпе пассажиров на вокзале Виктория, расстреливают и захватывают полицейскую машину и отправляются дальше. Атакованы двенадцать объектов, власти дезориентированы. Двое бросают гранату в уличное кафе и поливают пулями посетителей. Несмотря на свою молодость, террористы хорошо подготовлены и вооружены, все несут большие рюкзаки с боеприпасами и взрывчаткой, каждый получает указания по сотовому телефону от некоего «Брата-буйвола». Они идут на верную смерть, их семьи должны получить большие выплаты.
Посетители кафе и случайные прохожие в панике бросаются к «Тадж-Махал-паласу», менеджер отеля Дилип приказывает охране впустить толпу. Однако уцелевшие попали из огня да в полымя, вместе с ними заходят двое террористов, а ещё двое уже находятся в отеле. Внезапно они открывают огонь и хладнокровно расстреливают людей, не делая ни для кого исключений. Арджун приказывает посетителям ресторана отеля укрыться под столами. Оберой заявляет своим подчинённым, что все желающие могут уйти, но он не оставит гостей, потому что «гость это бог». Все его люди кроме двоих соглашаются и остаются. Шеф-повар, его люди и Арджун отводят постояльцев в скрытое помещение элитного салона без окон и с крепкими дверьми. Там они уповают на скорый приезд полиции. Однако полицейские оказываются не готовы к такой ситуации, они оцепляют отель и вызывают полицейский спецназ NSG из Дели. Пятеро смельчаков всё же входят в отель, но попадают в засаду террористов. Тем не менее, двое уцелевших инспекторов ранят одного из террористов (отвлекая их от взлома дверей салона) и, исчерпав патроны, убегают из отеля.
Дэвид в поисках сына выходит из укрытия и попадает в заложники, как и небольшая группа постояльцев с Зарой и Арчевским, которые решили пойти на риск и выбраться из отеля. В ожидании атаки уже прилетевшего в город спецназа террористы минируют и поджигают отель. Оберой и его люди выводят больше сотни уцелевших по служебной лестнице, но, из-за звонка одного из постояльцев, СМИ, а затем и террористы, узнают об этом отступлении. Трое боевиков бросаются в погоню и догоняют беглецов на кухне, начинается бойня. Безоружные работники отеля погибают, пытаясь вывести людей и задержать террористов. Дворецкий Жомон закалывает одного из террористов и погибает. В этот момент на кухню врывается спецназ, оттесняя террористов. Раненый террорист истребляет заложников, но щадит Зару и выходит под пули спецназа. Оставшиеся двое погибают, отстреливаясь из-за стойки ресепшна. Зара находит няню Салли, которая всё это время скрывалась в отеле с младенцем. Потрясённый случившимся, Арджун обнимает Обероя и возвращается к семье.

## В ролях
| Актёр              | Роль                    |
| ------------------ | ----------------------- |
| Арми Хаммер        | Дэвид Дункан            |
| Джейсон Айзекс     | Василий Арчевский       |
| Назанин Бониади    | Захра Шамони            |
| Дев Патель         | официант Аржун          |
| Анупам Кхер        | шеф-повар Хемант Оберой |
| Наташа Лю Бордиццо | Бри                     |
| Ангус Макларен     | Эдди                    |
| Тильда Кобэм-Херви | няня Салли              |
| Родни Афиф         | Матре                   |
| Сачин Джоаб        | Виджай Госвами          |
| Зения Старр        | Прабха                  |
| Джон Пиндер        | дворецкий Жомон         |
| Випин Шарма        | менеджер отеля Дилип    |
| Лоуренс Куповиц    | молодожён               |
| Абхирой Сингх      | Джейми Мастерс          |
| Кармен Дункан      | леди Уинн               |
| Амандип Сингх      | террорист Имран         |
| Сухаил Наяр        | террорист Абдулла       |
| Маной Мехра        | террорист Хусам         |
| Динеш Кумар        | террорист Рашид         |
| Камил Купар Нетра  | террорист Аджмал        |

## Критика
Фильм получил в основном положительные оценки кинокритиков. На сайте Rotten Tomatoes имеет 76 % положительных рецензий на основе 204 отзывов со средней оценкой 6,91 из 10. На Metacritic — 62 балла из 100 на основе 33 рецензий, что соответствует статусу «в основном положительные рецензии».